# Cephaloziella heteroica
Cephaloziella heteroica là một loài rêu tản trong họ Cephaloziellaceae. Loài này được (C.M. Cooke) H.A. Mill. miêu tả khoa học lần đầu tiên năm 1963.